# Komunikacja miejska w Zakopanem
System komunikacji autobusowej funkcjonującej na terenie Zakopanego obsługiwany jest przez spółkę komunalną Tesko. Miejskimi liniami autobusowymi zarządza Urząd Miasta Zakopanego. Sieć zakopiańskich autobusów od 21 sierpnia 2024 roku składa się z 6 linii dziennych.

## Historia
Od wielu lat po Zakopanem kursują busy prywatnych przewoźników. Są to samochody dostawcze przystosowane do ruchu pasażerskiego. Ten środek transportu był negatywnie odbierany przez mieszkańców miasta ze względu na tłok w pojazdach, brak stałych czasów odjazdów oraz brak możliwości przewiezienia osoby niepełnosprawnej, czy nawet wózka dziecięcego. Miejscowa ludność od jakiegoś czasu zabiegała o regularną komunikację miejską, lecz dotychczas jej postulaty nie zostały spełnione.
W 2015 roku burmistrz Leszek Dorula zapowiedział utworzenie stałej komunikacji autobusowej i tak zrobił. Obsługę nowego systemu transportowego zlecił miejskiej spółce komunalnej Tesko, która dotychczas zajmowała się wywozem odpadów. W styczniu w wyniku przetargu na dostawę 4 autobusów klasy midi został wyłoniony producent nowych pojazdów. Został nim polski producent Solaris Bus & Coach, który zaoferował pojazdy niskowejściowe o długości 8,9 metra.
5 kwietnia 2016 roku oficjalnie zainaugurowano nową komunikację miejską. Regularne kursy linii nr 14 o trasie Rejon Dworca - Aleje 3-go Maja - Watra - Rondo Św. Jana Pawła II - Olcza - Harenda - Spyrkówka - Kasprowicza - Nowotarska - Rejon Dworca (lub odwrotnie) rozpoczęły się 11 kwietnia.
1 września uruchomiona została druga linia autobusowa nr 11 o trasie Cyrhla - Chłabówka - Jaszczurówka - Jaszczurówka-Bory - Bystre - Rondo Św. Jana Pawła II - Watra - Rejon Dworca - Al. 3-go Maja - Skibówki - Krzeptówki - Przewodnika Józefa Krzeptowskiego (lub odwrotnie). W niektórych kursach tej linii autobus dociera tylko do Rejonu Dworca.
Pod koniec 2022 roku zostały sprowadzone do Zakopanego trzy Solarisy Urbino 12. Wtedy też została uruchomiona linia nr. 18 kursująca przez: Rejon Dworca - Aleje 3-go Maja - Tetmajera - Piłsudskiego - B. Czecha - Rondo Św. Jana Pawła II - Kuźnice - Karłowicza - Olcza - Guty - Spyrkówka - Kasprowicza - Nowotarska - Rejon Dworca (lub odwrotnie).
W połowie 2023 roku postawiono na niektórych przystankach tablice pokazujące odjazdy autobusów.
1 września 2023 roku zaczęły kursować po Zakopanem Solarisy Urbino 12 electric, czyli elektryczne i ekologiczne autobusy.
20 grudnia 2023 roku Zakopane utworzyło dwie nowe linie autobusowe nr. 19 i 21. Linia nr 19 jedzie po trasie Rejon Dworca - Szymony - Spyrkówka - Guty - Olcza - Karłowicza - Kuźnice (lub odwrotnie). Za to linia nr 21 jedzie po trasie Cyrhla - Chłabówka - Jaszczurówka - Jaszczurówka-Bory - Bystre - Karłowicza - Kuźnice - Rondo Św. Jana Pawła II - Watra - Rejon Dworca - Al. 3-go Maja - Skibówki - Krzeptówki - Mała Łąka (lub odwrotnie).
7 sierpnia 2024 r. otworzono centrum przesiadkowe w Kuźnicach, przez co zmienił się przebieg i rozkłady linii nr 18, 19 i 21.
21 sierpnia 2024 r. utworzono linię numer 23. Jej trasa: Kuźnice - Rondo Św. Jana Pawła II - Watra - Rejon Dworca (lub odwrotnie).
| Numer linii | Trasa | Czas przejazdu według rozkładu (pełna trasa) | Liczba przystanków                                                                             | Liczba brygad |
| ----------- | --- | -------------------------------------------- | ---------------------------------------------------------------------------------------------- | ------------- |
| 11          | Linia nie okrężna J. Krzeptowskiego - Cyrhla , Cyrhla - J. Krzeptowskiego                                       | 35-37 minut                                  | 18/20 (pełna trasa, zależnie od kursu i kierunku) 10/11 (skrócona trasa, zależnie od kierunku) | 2             |
| 14          | Linia okrężna Rejon Dworca - Rejon Dworca p. Olcza, Harenda, Rejon Dworca - Rejon Dworca p. Harenda, Olcza      | 34-36 minut                                  | 25 (pełna trasa)                                                                               | 2             |
| 18          | Linia okrężna Rejon Dworca - Rejon Dworca przez Kuźnice, Olcza Rejon Dworca - Rejon Dworca przez Olcza, Kuźnice | 43-46 minut                                  | 36 (pełna trasa)                                                                               | 2             |
| 19          | Linia nie okrężna Rejon Dworca - Kuźnice Kuźnice - Rejon Dworca                                                 | 24-25 minut                                  | 20/21 (pełna trasa, zależnie od kierunku)                                                      | 1             |
| 21          | Linia nie okrężna Cyrhla - Mała Łąka Mała Łąka - Cyrhla                                                         | 44-45 minut                                  | 24 (pełna trasa, zależnie od kierunku) 9/17 (skrócona trasa, zależnie od kierunku)             | 1             |
| 23          | Linia nie okrężna Rejon Dworca - Kuźnice Kuźnice - Rejon Dworca                                                 | 13 minut                                     | 9 (pełna trasa)                                                                                | 1             |

## Tabor
| Marka i model              | Ilość | Numer              | Rok dostawy |
| -------------------------- | ----- | ------------------ | ----------- |
| Solaris Urbino 8,9 LE      | 4     | 001, 002, 003, 004 | 2016        |
| Solaris Alpino 8,9 LE      | 1     | 006                | 2019        |
| Solaris Urbino 12          | 3     | 005, 007, 008      | 2022        |
| Solaris Urbino 12 Electric | 3     | 009, 010, 011      | 2023        |

Autobusy polskiego producenta spod Poznania – Solaris Bus & Coach – doskonale sprawdzają się w tamtejszym społeczeństwie. Wyposażone są w automaty biletowe pozwalające na zakup biletu w czasie przejazdu. Ważnym elementem autobusów są rampy dla wózków inwalidzkich lub dziecięcych ulokowane w drugich drzwiach pojazdów. Zakopiańskie „Jamniki” spełniają normę spalin Euro 6, dzięki czemu sprzyjają tatrzańskiej przyrodzie. Autobusy mogą jednorazowo pomieścić do 55 osób. Zielone jamniki umieszczone na przedniej ścianie pojazdów, charakterystyczne dla marki Solaris, otrzymały kapelusze góralskie, nawiązując do tradycji regionu, w którym jeżdżą.

## Taryfy przejazdów
Urząd miasta Zakopanego w nowych autobusach miejskich wprowadził następujący system opłat:
- Bilety jednorazowe
- Bilety tygodniowe
- Bilety miesięczne

Ponadto kierowcy posiadający prawo jazdy oraz dowód rejestracyjny samochodu z ważnym ubezpieczeniem OC mają prawo do bezpłatnych przejazdów.
Ceny taryf biletów dostępne na stronie miasta Zakopane.